# Мочихвіст
Мочихвіст — річка в Україні, у Коростенському районі Житомирської області. Права притока Гранічевки (басейн Прип'яті).

## Опис
Довжина річки приблизно 2,7 км.

## Розташування
Бере початок на північному заході від Бехів. Тече переважно на північний схід і у Михайлівці впадає у річку Гранічевку, праву притоку Шестня.